# إميل لارسون (مخرج)
إميل لارسون (بالسويدية: Emil Larsson)‏ هو مخرج ومخرج سويدي، ولد في 11 مارس 1979.

## وصلات خارجية
- إميل لارسون على موقع IMDb (الإنجليزية)
- إميل لارسون على موقع ألو سيني (الفرنسية)
- إميل لارسون على موقع أول موفي (الإنجليزية)
- إميل لارسون على موقع قاعدة بيانات الأفلام السويدية (السويدية)
- إميل لارسون على موقع قاعدة بيانات الفيلم (الإنجليزية)
- إميل لارسون على موقع كينوبويسك (الروسية)
- إميل لارسون على موقع كينوبويسك (الروسية)